# False

false är ett standardkommando i UNIX och Unix-liknande operativsystem. Kommandot returnerar alltid 1, vilket tolkas som sanningsvärdet falskt av kommandoskalet. 
Kommandot tar inga parametrar och kan tex användas för att göra en kedja av användbara kommandon returnera falskt:
```
make … && false
```